# Sinovenatorinae
Sinovenatorinae — підродина вимерлих птахоподібних троодонтидових динозаврів, відомих виключно з ранньої крейди Китаю. Він включає рід Sinovenator, а також кілька споріднених родів.